# Coperonus mirabilis
Coperonus mirabilis är en kräftdjursart som beskrevs av Brandt 1992. Coperonus mirabilis ingår i släktet Coperonus och familjen Munnopsidae. Inga underarter finns listade i Catalogue of Life.